# ألكسندر فون زيميلنسكي
ألكسندر فون زيميلنسكي (بالألمانية: Alexander von Zemlinsky) هو ملحن وموسيقار نمساوي ولد في يوم 14 أكتوبر 1871 في مدينة فيينا عاصمة النمسا لأب نمساوي كاثوليكي وأم بوسنية يهودية سفاردية، اشتهر بتأليفه لأغاني الأوبرا، في أواخر حياته هاجر إلى الولايات المتحدة خوفاً من النازية التي حكمت النمسا والتي كانت تطارد الأشخاص ذوي الأصول اليهودية وتوفي زيميلنسكي في يوم 15 مارس 1942 في نيويورك في الولايات المتحدة.

## روابط خارجية
- ألكسندر فون زيميلنسكي على موقع IMDb (الإنجليزية)
- ألكسندر فون زيميلنسكي على موقع الموسوعة البريطانية (الإنجليزية)
- ألكسندر فون زيميلنسكي على موقع ميوزك برينز (الإنجليزية)
- ألكسندر فون زيميلنسكي على موقع أول ميوزيك (الإنجليزية)
- ألكسندر فون زيميلنسكي على موقع ديسكوغز (الإنجليزية)